# Токийский диалект
Токийский диалект (яп. 東京方言 то:кё: хо:гэн) — один из диалектов японского языка, распространённый в современном Токио.

## Обзор
Говор современного Токио считается полностью идентичным литературному японскому, хотя на самом деле между ними имеется ряд отличий. К ним относятся: частое употребление частицы «са» (さ), примерно эквивалентной русским «ну-у…», «типа»; «дзян»　(じゃん), сокращения дзя най ка (じゃないか «не так ли?», привезённого из Сидзуоки и Канагавы; цу: (つう) вместо то иу (と言う так сказать или называется). Токийцы также часто вместо вспомогательного глагола, образующего длительное настоящее-будущее время -иру (～いる) используют -н (～ん), например, цуттэн но: (つってんのー　[некто] говорит) вместо литературного то иттэ иру (と言っている).

## Говор Ситамати
Говор Ситамати (下町言葉 ситамати котоба) или диалект Эдо (江戸弁 эдо бэн) — быстро вымирающий диалект коренных жителей восточного Токио (Ситамати), ещё один пример токийского говора, отличающегося от литературного языка. Говор Ситамати известен, прежде всего, смешением фонем. Особенно знаменито смешение хи (ひ) и си (し), в результате, хидой (酷い «ужасный») превращается в сидой, а сити (七 семь) — в хити. Говор также использует несколько характерных слов, тем не менее лексически он почти не отличается от литературного языка.